# دانيلو ستويكوفيتش
دانيلو ستويكوفيتش (بالسيريلية الصربية: Данило Бата Стојковић) (و. 1934 – 2002 م) هو ممثل، وممثل تلفزي صربي، ولد في بلغراد، بدأ مشواره المهني سنة 1953، توفي في بلغراد، عن عمر يناهز 68 عاماً، بسبب سرطان الرئة.

## جوائز
حصل على جوائز منها:
- جائزة بافل فويسيتش  [لغات أخرى]‏
- Sterija Award for Achievement in Acting  [لغات أخرى]‏
- تمثال يواقيم فوجيتش [الإنجليزية]‏

## وصلات خارجية
- دانيلو ستويكوفيتش على موقع IMDb (الإنجليزية)
- دانيلو ستويكوفيتش على موقع أول موفي (الإنجليزية)
- دانيلو ستويكوفيتش على موقع قاعدة بيانات الأفلام السويدية (السويدية)
- دانيلو ستويكوفيتش على موقع قاعدة بيانات الفيلم (الإنجليزية)